# Freyenstein (Gemeinde Neustadtl an der Donau)
Freyenstein ist eine Ortschaft und eine Katastralgemeinde der Gemeinde Neustadtl an der Donau im Bezirk Amstetten in Niederösterreich. Die Katastralgemeinde trägt den Namen Freienstein. Die Ortschaft hat 128 Einwohner (Stand 1. Jänner 2024).

## Geografie
Die inmitten des Strudengaus liegende Rotte befindet sich an der rechten Seite der Donau und ist über die Landesstraßen L91 und L6024 erreichbar. Zur Ortschaft zählen auch die Rotten Sand und Willersbach.

## Siedlungsentwicklung
In der Katastralgemeinde befanden sich zum Jahreswechsel 1979/1980 34 Bauflächen mit insgesamt 8211 m² und 46 Gärten auf 64.054 m². 1999/2000 war die Zahl der Bauflächen auf 144 angewachsen, auf denen 74 Gebäude standen. 2009/2010 bestanden 76 Gebäude auf 148 Bauflächen.

## Geschichte
Laut Adressbuch von Österreich waren im Jahr 1938 in Freyenstein eine Gastwirtin, ein Sägewerk, ein Schmied und zwei Schuster ansässig.

## Landwirtschaft
Die Katastralgemeinde ist forstwirtschaftlich geprägt. 62 Hektar wurden zum Jahreswechsel 1979/1980 landwirtschaftlich genutzt und 202 Hektar waren forstwirtschaftlich geführte Waldflächen. 1999/2000 wurde auf 34 Hektar Landwirtschaft betrieben und 229 Hektar waren als forstwirtschaftlich genutzte Flächen ausgewiesen. Ende 2018 waren 28 Hektar als landwirtschaftliche Flächen genutzt und Forstwirtschaft wurde auf 232 Hektar betrieben. Die durchschnittliche Bodenklimazahl von Freienstein beträgt 28,6 (Stand 2010).